# Ruth Ellis
Ruth Ellis (* 9. Oktober 1926 in Rhyl, Wales; † 13. Juli 1955 in London) war eine britische Mörderin. Sie war die letzte Frau, die in Großbritannien hingerichtet wurde. Sie starb im Alter von 28 Jahren im Londoner Holloway Prison durch den Strang, schuldig des Mordes an ihrem Liebhaber David Blakely. Ellis wird häufig als Opfer ihres brutalen Liebhabers porträtiert, der sie missbrauchte, andere Quellen gehen von Mord aus Eifersucht und gekränkter Eitelkeit aus.

## Herkunft
Ellis, mit Mädchennamen Neilson, wurde im walisischen Rhyl als drittes von sechs Kindern geboren. Ihre Mutter, Elisaberta (Bertha) Cothals, war Belgierin, ihr Vater, Arthur Hornby, Cellist aus Manchester. Sie besuchte die Fairfields Senior Girls’ School in Basingstoke, brach sie aber im Alter von 14 Jahren ab, um als Kellnerin zu arbeiten. 1941 zog die Familie nach London um, wo Ruth als 17‑Jährige von einem kanadischen Soldaten schwanger wurde und einen Sohn gebar. Dieser lebte bei ihrer Mutter.
Die junge Frau arbeitete in Nachtclubs, als Nacktmodell und als Prostituierte. Zu Beginn der 1950er Jahre wurde sie erneut von einem Freier schwanger. Das Kind trieb sie jedoch ab, um weiterhin arbeiten zu können. Am 8. November 1950 heiratete sie den geschiedenen Zahnarzt George Ellis in Tonbridge, Kent. Dieser war zuvor Gast in einem Nachtklub gewesen; Ruth beendete die Beziehung zu ihm mehrmals wegen Gewalttätigkeit. 1951 brachte sie eine Tochter zur Welt, ihr Mann bestritt aber die Vaterschaft.

## Hintergrund der Tat
Ab 1953 war Ruth Ellis Bardame in einem Nachtclub in London. Hier lernte sie den Rennfahrer David Drummond Moffat Blakely kennen und begann eine stürmische Liebesaffäre mit ihm. Die Beziehung litt unter häufigen Auseinandersetzungen, und Blakely schlug Ellis oft. Zehn Tage vor der Tat erlitt Ellis eine Fehlgeburt, die von einem Schlag in den Bauch herrührte. Ellis hatte noch einen anderen Liebhaber namens Desmond Cussen, mit dem sie indes ein eher freundschaftliches Verhältnis unterhielt, während Cussen ihr seine Liebe beteuerte. Blakely jedoch begann nach einiger Zeit, sich von Ellis zurückzuziehen.
Als die Umstände und Hintergründe der Tat bekannt wurden, rief die Öffentlichkeit nach Begnadigung. Eine Tageszeitung bezahlte ihr sogar zwei Verteidiger. Sie gab den Mord jedoch bereitwillig zu: “It is obvious that when I shot him I intended to kill him.” (Übersetzung: Es ist offensichtlich, dass ich, als ich auf ihn schoss, die Absicht hatte, ihn umzubringen.)
Allerdings ging sie nicht auf den Vorschlag ein, den ihr die Staatsanwaltschaft gemacht hatte. Diese hatte angeboten, die Mordanklage fallenzulassen, wenn sie auf schuldig wegen Totschlags plädierte. Das hätte sie vor der Hinrichtung bewahrt. Ellis hätte damit aber nicht die Möglichkeit gehabt, ihre Sichtweise der Geschichte zu erzählen und öffentlich zu machen.

## Tathergang

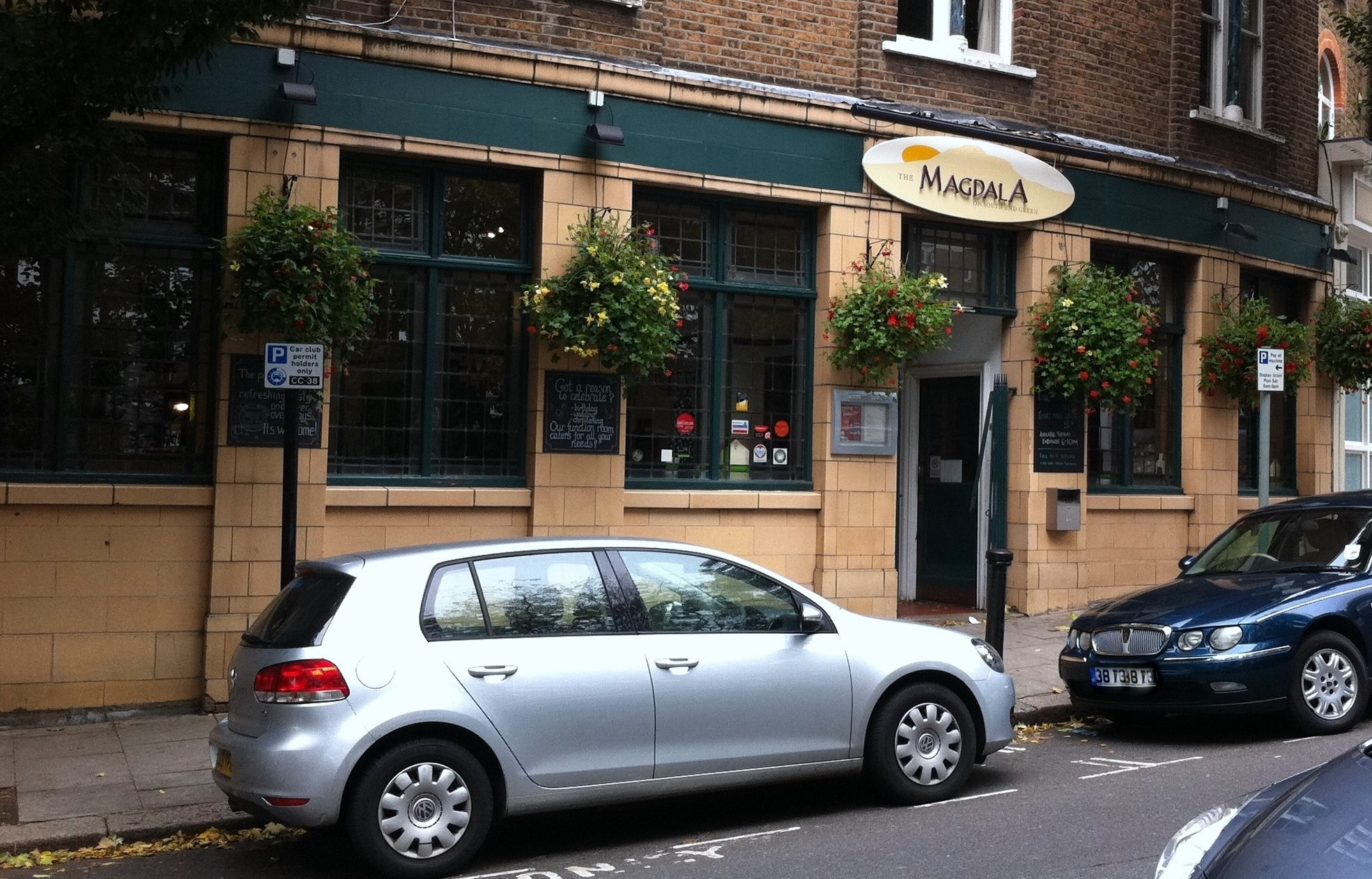
Der Tatort, der Magdala Pub, im Jahre 2010

Ellis wartete am 10. April 1955 auf Blakely vor einem Lokal, in dem sie ihn durchs Fenster gesehen hatte. Als Blakely sie beim Verlassen des Pubs ignorierte, holte sie einen geladenen Revolver aus ihrer Handtasche und feuerte einen Schuss auf ihn ab. Der Schuss verfehlte ihn und verletzte als Querschläger eine Passantin an der Hand. Ihr zweiter Schuss ließ Blakely zu Boden fallen. Sie ging zu ihm und feuerte die restlichen vier Kugeln aus kurzer Distanz in Blakelys am Boden liegenden Körper. Danach ließ sie sich widerstandslos festnehmen, die Tatwaffe noch in der Hand haltend. Blakely starb auf der Fahrt zum Krankenhaus.
Bis zum heutigen Tag ist ungeklärt, woher Ellis die Tatwaffe hatte. Cussen, dem von vielen Seiten vorgeworfen wurde, er habe ihr den Revolver gegeben, bestritt dies bis zu seinem Tod im Jahr 1981.

## Gerichtsverfahren und Hinrichtung
Am 20. Juni 1955 erschien Ruth Ellis am Londoner Zentralen Strafgerichtshof Old Bailey vor dem Richter Cecil Robert Havers. Die Jury brauchte lediglich 20 Minuten, um den Schuldspruch zu fällen. Ellis wurde ins Holloway Prison im Londoner Bezirk Islington gebracht, wo sie am 13. Juli vom Henker Albert Pierrepoint gehängt wurde.

## Mediale Aufarbeitung des Falls
Der Film Geliebt bis in den Tod (Originaltitel: Dance with a Stranger) aus dem Jahr 1985 behandelt ihre Lebensgeschichte.